# Kakelugnsmossen
Kakelugnsmossen este o arie protejată (arie specială de conservare — SAC, sit de importanță comunitară — SCI) din Suedia întinsă pe o suprafață de 85,5 ha, integral pe uscat.

## Localizare
Centrul sitului Kakelugnsmossen este situat la coordonatele 57°40′25″N 15°03′48″E / 57.6737°N 15.0634°E.

## Înființare
Situl Kakelugnsmossen a fost declarat sit de importanță comunitară în iulie 2000 pentru a proteja un număr necunoscut de specii din flora spontană și fauna sălbatică aflate în arealul zonei. Situl a fost protejat și ca arie specială de conservare în martie 2011.

## Biodiversitate
Situată în ecoregiunea boreală, aria protejată conține 4 habitate naturale: Taiga vestică, Turbării active, Lacuri și iazuri distrofice naturale, Mlaștini împădurite.
La baza desemnării sitului se află un număr nedeclarat de specii protejate.